# Crematorio de Golders Green

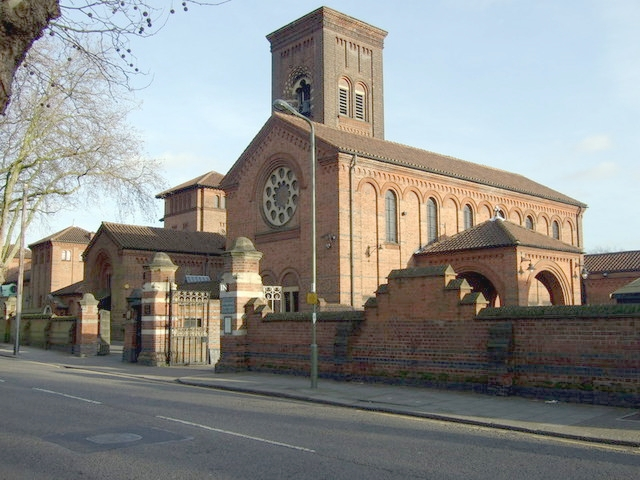
Crematorio de Golders Green

El crematorio y mausoleo Golders Green fue el primer crematorio que se abrió en Londres y es uno de los más antiguos del Reino Unido. Fue inaugurado por Henry Thompson en 1902 en un terreno que había adquirido en el año 1900 por la suma de £6,000.
Este crematorio alberga el mausoleo de la familia Philipson  — diseñado por Edwin Lutyens—, en el muro junto a los monumentos y las puertas, el mausoleo de Martin Smith y el monumento titulado Into The Silent Land son todas construcciones que están en la lista de monumentos clasificados (en el grado II). Los jardines se han incluido en el «Register of Historic Parks and Gardens of special historic interest in England» (Registro de parques y jardines de especial interés histórico de Inglaterra).
El crematorio de Golders Green, como usualmente se le llama, está ubicado en Hoop Lane, off Finchley Road, Golders Green, London NW11, a diez minutos de camino a pie desde la estación de metro de Golders Green. Está directamente frente al Cementerio Judío de Golders Green (Golders Green es una zona con una población judía numerosa). El crematorio es laico, acepta personas de todas las religiones y también a los no creyentes; los clientes pueden organizar el tipo de servicio fúnebre o la ceremonia  In Memoriam que deseen y elegir la música que prefieran.

## Historia
La cremación no era legal en Gran Bretaña hasta 1885. El primer crematorio que se construyó fue en Woking y tuvo éxito. En ese entonces las cremaciones se llevaban a efecto por la Cremation Society of Great Britain («Sociedad de Cremaciones de Gran Bretaña»). Esta sociedad se regía por un consejo, que en aquel tiempo encabezaba Sir Henry Thompson (era su presidente y miembro fundador).  Hay un busto en su memoria en la capilla oeste del Crematorio de Golders Green. Aparte de esta sociedad, se formó también la London Cremation Company («Compañía de Cremación de Londres», una organización loval que tenía sus oficinas en las mismas dependencias), quienes tenían por objetivo construir un crematorio de fácil acceso para Londres.
El crematorio de Golders Green fue diseñado por el arquitecto Ernest George y su socio Alfred Yeates. William Robinson diseñó los jardines. El crematorio es un edificio de ladrillos rojos en un estilo lombardo y se construyó por etapas, a medida que se iba disponiendo del dinero para realizarlo. El actual crematorio se terminó de construir en lo esencial alrededor de 1939, aunque desde entonces se han agregado además algunos otros edificios. Se inauguró en 1902 y desde noviembre de ese año se han llevado a cabo más de 323 500 cremaciones, muchas más que las efectuadas en cualquier otro crematorio británico. Se estima que actualmente se realizan un promedio de 2000 cremaciones por año.  En el transcurso del último siglo, se han realizado en este lugar los funerales de muchas personalidades destacadas.
La chimenea del crematorio está ubicada en una torre, cuya construcción es de estilo italiano. Las casi cinco hectáreas de jardines están profusamente plantadas y logran transmitir un ambiente tranquilo y bello para los visitantes. Hay varias tumbas mayores, dos estanques y un puente, además de una extensa zona de césped sembrada de crocus. Otra característica notable es la existencia de una sección especial para los niños, que incluye un columpio de madera. También existe el «rincón comunista» donde se encuentran destacados personajes del Partido Comunista de Gran Bretaña. Existen dos capillas de cremación y una capilla para actos recordatorios. También hay tres columbarios que contienen las cenizas de miles de londinenses y residentes de los condados vecinos.
Los restos de un total de 14 galardonados con la Cruz Victoria han sido incinerados aquí. Además, hay lugares dedicados y monumentos o placas recordatorias para muchos otros militares de todos los rangos y de diferentes países. Entre ellos, el mayor es el monumento del Commonwealth War Graves Commission  un memorial con la lista de 486 bajas militares británicas y del Commonwealth tanto de la primera como de la Segunda Guerra Mundial, cuyos cuerpos fueron cremados aquí. Diseñado por Edward Maufe, el monumento fue inaugurado en 1952.
En la época navideña se erige un árbol de Navidad frente a los edificios principales. Y aunque el crematorio es laico, también hay un belén cerca de la capilla para ceremonias recordatorias.

## Información para visitantes
Un mapa de los «Jardines del Recuerdo» (Gardens of Remembrance), como asimismo un folleto con algunas informaciones sobre las personas incineradas aquí, se encuentran a disposición de los visitantes en las oficinas del crematorio. También el personal está muy dispuesto a ayudar en la búsqueda de un determinado lugar. El columbario está actualmente cerrado al público en general, sin embargo, aún puede verse en una visita guiada. También existe un salón de té.

## Cremaciones
Entre aquellos cuyas cenizas se conservan sepultadas en el crematorio o se dispersaron en su terreno, se cuentan
- Larry Adler, virtuoso de la armónica estadounidense[10]
- Kingsley Amis, escritor británico, uno de los Angry young men (jóvenes iracundos)[10]
- Boris Anrep, artista ruso[11]
- Pegaret Anthony, artista británico[12]
- Fenton Aylmer, soldado británico, condecorado con la Cruz Victoria[10]
- Lionel Bart, compositor de  Oliver!, así como de muchos otros espectáculos y canciones[13]
- Eric Blom, musicólogo británico[14]
- Simon Blumenfeld, escritor y columnista[13]
- Enid Blyton, autora de libros infantiles (Famous Five, Noddy)[15]
- Marc Bolan, músico, poeta y escritor (fundador de T.Rex)[13]
- Bernard Bresslaw, estrella de Carry on[16]
- Eric Coates, compositor inglés de música ligera[17]
- Leslie Compton, jugador inglés de fútbol y cricket[17]
- Cicely Courtneidge, actriz y comediante[17]
- Walter Crane, artista inglés e ilustrador de libros[17]
- Tony Crombie, músico jazzista inglés[17]
- Ed Devereaux, actor australiano[18]
- James Dewar, químico y físico británico (inventor del termo (botella de Dewar)[18]
- Edith Durham, escritora, viajera y antropóloga
- Ray Ellington, músico inglés[18]
- Barry Evans, actor[19]
- Kathleen Ferrier, cantante británica (hay un campo de rosas en su memoria)[19]
- Molly Fink, prominente dama de la sociedad australiana y esposa de Marthanda Bhairava Tondaiman de Pudukkottai.[20]
- Bud Flanagan, humorista y cantante inglés, miembro del dúo Flanagan and Allen y del grupo The Crazy Gang[19]
- George Frampton, escultor británico[19]
- Lynne Frederick, actriz[19]
- Anna Freud, hija de Sigmund Freud, también psicoanalista, especializada en niños[19]
- Sigmund y Martha Freud, padre del psicoanálisis moderno y su esposa[19]
- Ernest George, arquitecto inglés (quien diseñara este crematorio en conjunto con Alfred Yeates)[21]
- Ernő Goldfinger, arquitecto y diseñador de muebles, húngaro de nacimiento[21]
- Charles Gray, actor inglés[21]
- Hughie Green conductor de programas de concursos en televisión[21]
- Joyce Grenfell, actriz y comediante[21]
- John Gross, escritor[21]
- Irene Handl, actriz y comediante[22]
- Tommy Handley, comediante británico[22]
- Robert Harbin, mago y escritor, sudafricano de nacimiento[22]
- Cedric Hardwicke, actor inglés[22]
- Jack Hawkins, actor[22]
- Tubby Hayes, músico jazzista inglés[22]
- Ian Hendry, actor[22]
- Henry Holland, 1.er vizconde de Knutsford, político británico conservador[23]
- Alex James, futbolista[24]
- Sid James, actor y estrella de Carry On[24]
- Geoffrey Jellicoe, arquitecto[25]
- Jimmy Jewel, comediante[24]
- Yootha Joyce, actriz y comediante[24]
- Geoffrey Keen, actor[24]
- Albert William Ketèlbey, compositor, director de orquesta y pianista
- Johnny Kidd, cantante[24]
- Alexander Korda, productor cinematográfico[26]
- David Kossoff, actor[26]
- Paul Kossoff, músico (guitarrista del grupo Free, entre otros)[26]
- Kit Lambert, representante artístico y productor y productor discográfico del grupo The Who[26]
- Alfred Lawrence, 1.er barón de Trevethin, ex Lord Chief Justice of England and Wales, quien murió ahogado en un accidente de pesca.[27]
- Doris Lessing, escritora, galardonada en 2007 con el Premio Nobel de Literatura
- Percy Wyndham Lewis, artista y escritor[26]
- Edwin Lutyens, arquitecto entre cuyos diseños se incluye el Cenotafio de Whitehall[26]
- Charles Rennie Mackintosh, arquitecto escocés[28]
- Wolf Mankowitz, dramaturgo y guionista británico[28]
- Moore Marriott, actor cómico británico[28]
- Marthanda Bhairava Tondaiman, Raja de Pudukkottai 1886-1928[20]
- Matt Monro, cantante[28]
- Keith Moon, músico (percusionista de The Who)[28]
- Janet Munro, actriz[29]
- Ivor Novello, actor, escritor y poeta[29]
- Seán O'Casey, dramaturgo irlandés[29]
- Joe Orton, dramaturgo[29]
- Val Parnell, impresario[29]
- Anna Pavlova, prima ballerina rusa[29]
- Don Revie, futbolista y entrenador británico[30]
- Ronnie Scott, músico jazzista británico[31]
- Phil Seamen, músico jazzista británico[31]
- Peter Sellers, actor y comediante[31]
- Geoffrey Shaw compositor[31]
- Ella Shields, artista de Music Hall e imitadora masculina. Cantante de Burlington Bertie.[32]
- Kathleen Simon, vizcondesa de Simon, abolicionista[33]
- Bernard Spilsbury, patólogo[32]
- Bram Stoker, escritor irlandés ( autor de Dracula)[34]
- Henry Thompson, 1.er baronet, cirujano y fundador de la Cremation Society of England (Sociedad de Cremación de Inglaterra)[35]
- Karl Tunberg, guionista estadounidense, autor y productor cinematográfico
- Tommy Vance, locutor británico[36]
- Conrad Veidt, actor alemán[34]
- Vesta Victoria, artista de music hall[37]
- Bernie Winters, comediante[38]
- Maurice Woodruff, clarividente inglés[39]

Entre quienes fueron cremados aquí, pero sus cenizas se encuentran en otros sitios se cuentan
- Stanley Baldwin, político conservador británico, sus cenizas se trasladaron a la Catedral de Worcester[10]
- Ernest Bevin, político laborista británico, sus cenizas se trasladaron a la Abadía de Westminster[13]
- Neville Chamberlain, político conservador británico, sus cenizas se trasladaron a la Abadía de Westminster[40]
- Peter Cook, actor y comediante británico, sus cenizas fueron depositadas en un área no marcada detrás de la iglesia St. John en Hampstead.
- Bebe Daniels, actriz estadounidense, cantante y escritora; sus cenizas están junto a su esposo Ben Lyon, en el cementerio Hollywood Forever Cemetery de Hollywood[18]
- Ian Dury, cantante inglés y lírico, principalmente conocido por su canción de mucho éxito Hit Me with Your Rhythm Stick,[18] se supone que sus cenizas fueron esparcidas en el Río Támesis, hay un banco conmemorativo en el Parque Richmond
- T. S. Eliot, poeta, dramaturgo y crítico literario anglo-estadounidense, sus cenizas están en la iglesia St Michael de East Coker[41]
- Lily Elsie, actriz (se desconoce el lugar donde están las cenizas)[42]
- John Arbuthnot Fisher, Primer Lord del Almirantazgo de la Marina Real Británica, las cenizas están sepultadas en Kilverstone, Norfolk.
- John French, 1.er conde de Ypres, mariscal de campo, las cenizas están sepultadas en Ripple, Kent.[43]
- Edward German, compositor, las cenizas están sepultadas en Whitchurch, Shropshire.[44]
- W. S. Gilbert, dramaturgo y autor; escribió óperas Savoy  junto a Arthur Sullivan.[45] Las cenizas están en la iglesia de St. John the Evangelist, en Stanmore.
- Charles Solomon Henry, 1.er baronet, empresario australiano expatriado y MP del Parlamento Británico, las cenizas están en el Cementerio Judío de Willesden.[46]
- Eric Hobsbawm, historiador británico, cenizas enterradas en el cementerio de Highgate.
- Gary Holton, actor, principalmente conocido por su actuación estelar en Auf Wiedersehen, Pet, sus cenizas reposan en el Cementerio Maesgwastad, Welshpool, Montgomeryshire[23]
- Kenneth Horne, comediante y hombre de negocios, actuación estelar en Much-Binding-in-the-Marsh, Beyond Our Ken y Round the Horne, se supone que sus cenizas se trasladaron a algún lugar desconocido[23]
- John Inman, actor, actuación estelar en Are You Being Served?, se desconoce el lugar en que están sus cenizas[23]
- Rufus Isaacs 1.er marqués de Reading, político liberal y abogado, las cenizas están el vecino Cementerio Judío de Golders Green[47]
- Henry James, novelista británico, estadounidense de nacimiento, sus cenizas están en Cambridge, Massachusetts, EE. UU.
- Kenrick Hymans ("Snakehips") Johnson, Guyanan-born British jazz band leader,[48] ashes removed to chapel of Sir William Borlase's Grammar School, Marlow, Buckinghamshire
- Ernest Jones, psicoanalista,[49] sus cenizas están sepultadas en la tumba del mayor de sus cuatro hijos en el cementerio de St Cadoc's, en Cheriton en la Península de Gower[50]
- Hetty King, artista de Music Hall e imitadora masculina.[24]
- Rudyard Kipling, autor británico y poeta, sus cenizas se trasladaron a la Abadía de Westminster[24]
- Leonid Krasin, político y diplomático ruso y bolchevique soviético, sus cenizas están sepultadas en la Necrópolis de la Muralla del Kremlin[51]
- Alice Liddell (ver Las aventuras de Alicia en el país de las maravillas)[52]
- Vivien Leigh, actriz inglesa, sus cenizas fueron diseminadas en el lago de Tickerage Mill, cerca de Blackboys, Sussex[53]
- Luisa del Reino Unido, princesa, duquesa de Argyll, las cenizas fueron sepultadas en el Cementerio real del Reino Unido[54]
- Luisa Margarita de Prusia, princesa de Prusia, más tarde duquesa de Connaught y Strathearn, fue el primer miembro de la Familia Real Británica cuyo cuerpo fue cremado, las cenizas están sepultadas en el Cementerio Real de Frogmore[55]
- John Morley, 1.er vizconde Morley de Blackburn, político liberal, sus cenizas están sepultadas en el Cementerio de Putney Vale.[56]
- Marian Cripps, baronesa Parmoor, activista contra la guerra, sus cenizas se llevaron a Frieth[57]
- Peter O'Toole, actor y autor, cremado el 21 de diciembre de 2013 en un ataúd de mimbre[58]
- H. G. Pelissier, actor, compositor y satírico, sus cenizas reposan en el cementerio de Marylebone[59]
- Dudley Pound, Almirante de la Flota de la Marina Real Británica sus cenizas, junto a las de su esposa, se esparcieron en el mar; conmemorado en la Commonwealth War Graves Commission hay aquí un recordatorio de su cremación.[60]
- Rey Prajadhipok de Tailandia, sus cenizas se trasladaron al Chakri Throne Hall en el Gran Palacio de Bangkok,[61]
- Wendy Richard, actriz inglesa, sus cenizas están enterradas en el cementerio y crematorio de East Finchley[62]
- Arnold Ridley, autor y actor, las cenizas reposan en el cementerio anglicano de la Abadía de Bath[63]
- Ernest Rutherford, 1.er Barón Rutherford de Nelson, físico, sus cenizas se trasladaron a la Abadía de Westminster.[64]
- Shapurji Saklatvala, indio de nacimiento, político británico laborista y comunista, miembro delParlamento Británico fue cremado aquí,[65] y sus cenizas fueron sepultadas en el área Parsi del Cementerio de Brookwood.[66]
- Richard Bowdler Sharpe, zoólogo, fundador del Club de los Ornitólogos Británicos y curador asistente del Museo Británico[67]
- Frederick Edward Smith, 1.er Conde de Birkenhead, jurista y estadista, sus cenizas se encuentran sepultadas en Charlton, Northamptonshire.[68]
- James Henry Thomas (1874-1949), Ministro del Trabajo y dirigente sindical ferroviario, sus cenizas están sepultadas en  Swindon, Wiltshire.[69]
- H. G. Wells, autor inglés, sus cenizas se esparcieron en el mar[70]
- Amy Winehouse, mítica cantante y compositora. Sus restos descansan en el cementerio judío Edgewarebury Cemetery.[71]

## Galería de imágenes
|                                                           |
| Mausoleo de la familia Philipson, diseño de Edwin Lutyens |

|                                                     |
| Mausoleo de la familia Smith, diseño de Paul Phipps |

|                     |
| Jardín del Recuerdo |

|                     |
| Jardín de los niños |

|                                                       |
| Placa recordatoria dedicada a Marc Bolan y Keith Moon |

|                                |
| Estatua de Ghanshyam Das Birla |

|                                                          |
| Vasija con las cenizas de Sigmund Freud y Martha Bernays |

|                                      |
| Urna con las cenizas de Anna Pavlova |